# Physalaemus crombiei
Espèce
Statut de conservation UICN

 LC  : Préoccupation mineure
Physalaemus crombiei est une espèce d'amphibiens de la famille des Leptodactylidae.

## Répartition
Cette espèce est endémique du Brésil. Elle se rencontre jusqu'à 750 m d'altitude dans la Réserve écologique de Nova Lombardia dans l'État d'Espírito Santo et à Nova Viçosa dans le sud de l'État de Bahia,.

## Description
Les 7 spécimens adultes mâles observés lors de la description originale mesurent entre 18,9 mm et 20,0 mm de longueur standard et les 14 spécimens adultes femelles observés lors de la description originale mesurent entre 19,2 mm et 21,8 mm de longueur standard.

## Étymologie
Cette espèce est nommée en l'honneur de Ronald Ian Crombie.

## Publication originale
- Heyer & Wolf, 1989 : Physalaemus crombiei (Amphibia: Leptodactylidae), a new frog species from Espírito Santo, Brazil with comments on the P. signifer group. Proceedings of the Biological Society of Washington, vol. 102, no 2, p. 500-506 (texte intégral).